# Angelbowege

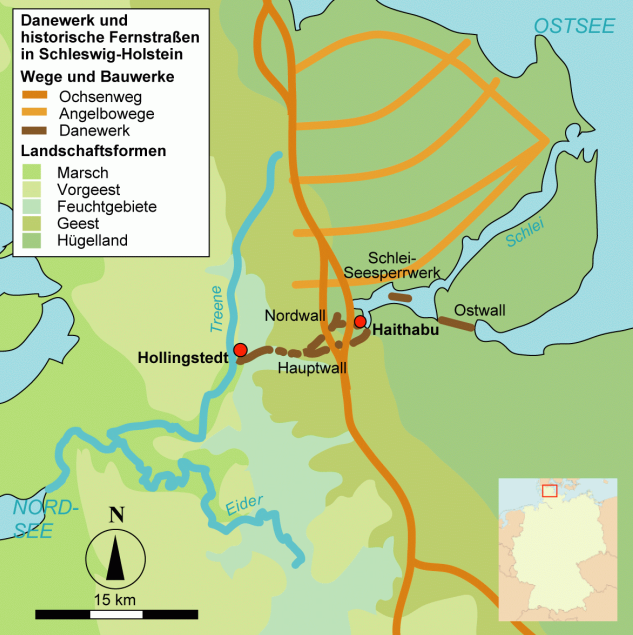
Angelbowege und Ochsenweg in Schleswig

Die Angelbowege (dänisch: angelbo ≈ Angeliter) waren historische Überlandstraßen in Ost-West-Richtung, welche die Landschaft Angeln mit dem nord-südlichen Ochsenweg zwischen Schleswig und Flensburg verbanden. Man kennt heute fünf landseitige Zugänge dieser Art, die nach Angeln hineinführen.
Einige lassen sich noch in der Landschaft verfolgen, zum Beispiel der Altweg von der Treenefurt bei Tüdal (dänisch: Tydal) bis zum Wegekreuz mit dem Ochsenweg in Sieverstedt. Im Ortsteil Stenderupau ist Angelboweg noch ein offizieller Straßenname. Ostwärts führte dieser Weg über Satrup und Sörup bis zur Flensburger Außenförde.
In Flensburg ist der Straßenname Angelburger Straße möglicherweise eine volksetymologische Umbildung des dänischen Angelbogade "Angelbostraße, angeliter Straße".